# Campeonato Mundial de Atletismo Júnior de 2014 - Revezamento 4x400 m feminino
A prova dos 4x400 metros feminino do Campeonato Mundial de Atletismo Júnior de 2014 ocorreu entre os dias 26 e 27 de julho em Eugene, nos Estados Unidos. 

## Recordes
Antes desta competição, os recordes mundiais e do campeonato nesta prova eram os seguintes:
|     | Nome                                                             | Nacionalidade  | Tempo   | Local    | Data                |
| --- | ---------------------------------------------------------------- | -------------- | ------- | -------- | ------------------- |
| WJR | Alexandria Anderson Ashlee Kidd Stephanie Smith Natasha Hastings | Estados Unidos | 3:27.60 | Grosseto | 18 de julho de 2004 |
| CR  | Alexandria Anderson Ashlee Kidd Stephanie Smith Natasha Hastings | Estados Unidos | 3:27.60 | Grosseto | 18 de julho de 2004 |

## Medalhistas
| Ouro                                                                               | Prata                                                                           | Bronze                                                                           |
| Estados Unidos · Shamier Little · Olivia Baker · Shakima Wimbley · Kendall Baisden | Reino Unido · Shona Richards · Loren Bleaken · Sabrina Bakare · Cheriece Hylton | Alemanha · Laura Müller · Hannah Mergenthaler · Laura Gläsner · Ann-Kathrin Kopf |

## Cronograma
Todos os horários são locais (UTC-7).
| Data        | Hora  | Evento        |
| ----------- | ----- | ------------- |
| 26 de julho | 15:05 | Eliminatórias |
| 27 de julho | 16:35 | Final         |

## Resultados

### Eliminatórias
Qualificação: Os 3 primeiros de cada bateria (Q) e os 2 tempos mais rápidos (q). 
Bateria 1
| Posição | Nacionalidade | Atletas                                                                                          | Raia | Reação | Tempo   | Notas                |
| ------- | ------------- | ------------------------------------------------------------------------------------------------ | ---- | ------ | ------- | -------------------- |
| 1       | Grã-Bretanha  | Laviai Nielsen Loren Bleaken Nikita Campbell-Smith Sabrina Bakare                                | 4    | 0.180  | 3:35.37 | Q,                   |
| 2       | Jamaica       | Asaine Hall Tiffany James Dawnalee Loney Yanique McNeil                                          | 6    | 0.238  | 3:38.89 | Q                    |
| 3       | Polónia       | Karolina Ciesielska Oliwia Pakula Natalia Bartosiewicz Adrianna Janowicz                         | 3    | 0.173  | 3:39.51 | Q,                   |
| 4       | Itália        | Ylenia Vitale Lucia Pasquale Alessia Baldi Alice Mangione                                        | 5    | 0.217  | 3:43.06 | Recorde da temporada |
| 5       | França        | Corane Gazeau Charlotte Mouchet Maroussia Paré Déborah Sananes                                   | 7    | 0.183  | 3:46.68 | Recorde da temporada |
| 6       | Índia         | Arachana Ramdas Adhav Jessy Joseph Jisha Veendakunnu Velayudhan Vijayakumari Gowdenahalli Kumara | 2    | 0.207  | 3:52.75 |                      |
| 7       | Chéquia       | Helena Jiranová Dominika Kruparová Pavla Falharová Zdenka Seidlová                               | 8    | 0.195  | DSQ     | 163.5                |

Nota:

IAAF Regra 163.5 – Saindo da pista antes do início
Bateria 2
| Posição | Nacionalidade  | Atletas                                                                                 | Raia | Reação | Tempo   | Notas  |
| ------- | -------------- | --------------------------------------------------------------------------------------- | ---- | ------ | ------- | ------ |
| 1       | Estados Unidos | Shakima Wimbley Felecia Majors Aaliyah Barnes Olivia Baker                              | 3    | 0.327  | 3:32.73 | Q, WJL |
| 2       | Canadá         | Taylor Sharpe Kendra Clarke Christian Brennan Madeline Price                            | 7    | 0.212  | 3:34.88 | Q,     |
| 3       | Nigéria        | Praise Oghenefejiro Idamadudu Jennifer Adaeze Edobi Yinka Ajayi Edidiong Ofonime Odiong | 6    | 0.207  | 3:34.99 | Q,     |
| 4       | Austrália      | Emily Lawson Georgia Wassall Georgia Griffith Samantha Lind                             | 5    | 0.187  | 3:39.18 | q,     |
| 5       | Alemanha       | Hannah Mergenthaler Noelya Schonig Eleni Frommann Ann-Kathrin Kopf                      | 4    | 0.232  | 3:39.78 | q,     |
| 6       | Eslovénia      | Maja Pogorevc Anita Horvat Aneja Simončič Julija Praprotnik                             | 2    | 0.245  | 3:42.91 | NJR    |

### Final
A prova final foi realizada no dia 27 de julho às 16:35. 
| Rank              | Name           | Nationality                                                                             | Lane | Reaction Time | Time    | Notes                |
| ----------------- | -------------- | --------------------------------------------------------------------------------------- | ---- | ------------- | ------- | -------------------- |
| Medalha de ouro   | Estados Unidos | Shamier Little Olivia Baker Shakima Wimbley Kendall Baisden                             | 3    | 0.253         | 3:30.42 | WJL                  |
| Medalha de prata  | Grã-Bretanha   | Shona Richards Loren Bleaken Sabrina Bakare Cheriece Hylton                             | 5    | 0.165         | 3:32.00 | Recorde da temporada |
| Medalha de bronze | Alemanha       | Laura Müller Hannah Mergenthaler Laura Gläsner Ann-Kathrin Kopf                         | 2    | 0.205         | 3:33.02 | Recorde da temporada |
| 4                 | Canadá         | Taylor Sharpe Kendra Clarke Christian Brennan Madeline Price                            | 6    | 0.179         | 3:33.17 | NJR                  |
| 5                 | Nigéria        | Praise Oghenefejiro Idamadudu Jennifer Adaeze Edobi Yinka Ajayi Edidiong Ofonime Odiong | 8    | 0.200         | 3:35.14 |                      |
| 6                 | Polónia        | Natalia Bartosiewicz Oliwia Pakula Aleksandra Szczerbaczewicz Adrianna Janowicz         | 7    | 0.194         | 3:37.52 | Recorde da temporada |
| 7                 | Austrália      | Emily Lawson Georgia Wassall Georgia Griffith Samantha Lind                             | 1    | 0.183         | 3:39.65 |                      |
| 8                 | Jamaica        | Dawnalee Loney Tiffany James Asaine Hall Genekee Leith                                  | 4    | 0.243         | DSQ     | 170.19               |

Nota:

IAAF Regra 170.19 - Começando fora da zona de aquisição 
Legenda
| Recorde mundial       | Recorde mundial (World record)               |                       | Recorde africano                      | Recorde africano (African) |                                           | Q | Classificado por posição (Qualified) |
| Recorde do campeonato | Recorde do campeonato (Championship record)  | Recorde da América    | Recorde da América (Americas)         | q                          | Classificado por melhor tempo (Qualified) |   |                                      |
| Melhor marca do ano   | Melhor marca do ano (World leading)          | Recorde asiático      | Recorde asiático (Asian)              | DNS                        | Não largou (Did not start)                |   |                                      |
| Recorde nacional      | Recorde nacional (National record)           | Recorde europeu       | Recorde europeu (European)            | DNF                        | Não terminou (Did not finish)             |   |                                      |
| Recorde pessoal       | Recorde pessoal do atleta (Personal best)    | Recorde da Oceania    | Recorde da Oceania (Oceania)          | DSQ / DQ                   | Desclassificado (Disqualified)            |   |                                      |
| Recorde da temporada  | Recorde da temporada do atleta (Season best) | Recorde sul-americano | Recorde sul-americano (South America) | NM                         | Sem marca (No mark)                       |   |                                      |